# Се (Браганса)
Се (порт. Sé; МФА: [ˈsɛ]) — парафія в Португалії, у муніципалітеті Браганса. Розташована в північно-східній частині країни, на теренах історичної португальської провінції Трансмонтана. Входить до складу округу Браганса. За адміністративним поділом, чинним до 1976 року, терени парафії були складовою провінції Трансмонтана і Верхнє Дору. Належить до Брагансько-Мірандської діоцезії Католицької церкви. Патрон — Іван Хреститель. Площа — 10,7194 км². Населення — 17913 ос. (2011). Середньо урбанізований регіон. Густота населення — 1671,08 осіб/км²
. Код — 040245.

## Назва
- Браганса (Се) (порт. Bragança (Sé)) — офіційна назва.

## Населення
| Кількість мешканців | Кількість мешканців | Кількість мешканців | Кількість мешканців | Кількість мешканців | Кількість мешканців | Кількість мешканців | Кількість мешканців | Кількість мешканців | Кількість мешканців | Кількість мешканців | Кількість мешканців | Кількість мешканців | Кількість мешканців | Кількість мешканців |
| ------------------- | ------------------- | ------------------- | ------------------- | ------------------- | ------------------- | ------------------- | ------------------- | ------------------- | ------------------- | ------------------- | ------------------- | ------------------- | ------------------- | ------------------- |
| 1864                | 1878                | 1890                | 1900                | 1911                | 1920                | 1930                | 1940                | 1950                | 1960                | 1970                | 1981                | 1991                | 2001                | 2011                |
| 2 236               | 2 654               | 2 728               | 2 568               | 2 947               | 2 683               | 3 023               | 3 270               | 4 441               | 4 754               | 5 891               | 10 455              | 12 840              | 16 593              | 17 913              |